# BMW N54
| N54                            | N54                                         |
| ------------------------------ | ------------------------------------------- |
|                                |                                             |
| Виробник:                      | BMW                                         |
| Марка:                         | N54                                         |
| Тип:                           | Шестициліндровий двигун                     |
| Робочий об'єм:                 | - 3,0 л - (2,979 куб.см) см3                |
| Максимальна потужність:        | 225-300 кВт (302–402 к.с.) кВт              |
| Максимальний обертовий момент: | 400-540 Н⋅м Н·м                             |
| Циліндрів:                     | 6                                           |
| Клапанів:                      | 24                                          |
| Хід поршня:                    | - 89,6 мм (3,5 дюйма) мм                    |
| Діаметр циліндра:              | - 84 мм (3,31 дюйма) мм                     |
| Ступінь стиску:                | 10.2:1                                      |
| Система живлення:              | Пряме впорскування, Турбонаддув, Інтеркулер |
| Охолодження:                   | рідинне охолодження                         |
| Газорозподільний механізм:     | DOHC ланцюг                                 |
| Матеріал блоку циліндрів:      | Алюміній, гільзи чавунні                    |
| Матеріал ГБЦ:                  | Алюміній                                    |
| Тактність (число тактів):      | 4                                           |
| Червона зона:                  | 7000 об/хв                                  |
| Рекомендоване паливо:          | Бензин                                      |

BMW N54 — рядний шестициліндровий бензиновий двигун із подвійним турбонаддувом, який випускався з 2006 по 2016 рік. Це перший масовий бензиновий двигун BMW з турбонаддувом і перший бензиновий двигун BMW з турбонаддувом після того, як обмежене виробництво BMW M106 було припинено в 1986 році. N54 дебютував на Женевському автосалоні 2006 року та був представлений у моделі 335i E90/E91/E92/E93 3 Серії.
Після представлення його наступника BMW N55 у 2009 році, N54 почав поступово виходити з виробництва. Останньою моделлю на базі N54 є родстер E89 Z4, який випускався до 2016 року.
N54 отримав шість поспіль нагород «Міжнародний двигун року» і три поспіль нагороди Ward «10 найкращих двигунів».
Немає версії BMW M для N54, однак потужна версія N54 використовується в моделях 1 серії M Coupe, 135iS, Z4 35iS і 335iS.

## Дизайн
N54 випускався разом з атмосферним двигуном BMW N53; обидва двигуни мають безпосереднє впорскування, подвійний VANOS (змінні фази газорозподілу), відкритий блок двигуна та електричний водяний насос. Оскільки N54 базується на старішому двигуні BMW M54, він має алюмінієвий блок двигуна (замість магнієвого сплаву, який використовується в N53), робочий об'єм 2979 куб.см і не має Valvetronic (змінний підйом клапана).
Турбонаддув є ключовою відмінністю між N54 і попередніми шестирядними двигунами BMW. N54 має два невеликих турбокомпресора низького тиску для мінімізації турбозатримки. Компанія BMW продавала твін-турбо як «TwinPower Turbo»,  хоча з тих пір цей термін використовувався для двигунів, які мають один турбокомпресор з твін-скролл. Тиск наддуву 8 psi (0,55 бар) і використовується проміжний охолоджувач повітря-повітря. Порівняно з атмосферним BMW N52, який він замінив як найефективніший шестициліндровий двигун BMW, N54 виробляє додаткові 34 кВт (45 к.с.) і 108 Н·м (80 фунтів·фут).
Система прямого впорскування N54 (називається BMW «High Precision Injection») використовує п’єзофорсунки. Його наступник N55 використовує інжектори соленоїдного типу, оскільки п’єзоінжектори дорожчі та не повністю реалізують свій потенціал для отримання переваги «бідного горіння».

## Версії
| Версія  | Переміщення             | потужність                                     | Крутний момент                             | рік            |
| ------- | ----------------------- | ---------------------------------------------- | ------------------------------------------ | -------------- |
| N54B30  | 2 979 см3 (181,8 дюйм3) | 225 кВт (302 гальм. к. с.) при 5800 об/хв      | 400 Н⋅м (295 фунт⋅фут) при 1400-5000 об/хв | 2006-2010 роки |
| N54B30  | 2 979 см3 (181,8 дюйм3) | 240 кВт (322 гальм. к. с.) при 5800 об/хв      | 450 Н⋅м (332 фунт⋅фут) при 1500-4500 об/хв | 2008-2013 роки |
| N54B30  | 2 979 см3 (181,8 дюйм3) | 250 кВт (335 гальм. к. с.) при 5900 об/хв      | 450 Н⋅м (332 фунт⋅фут) при 1500-4500 об/хв | 2011-2016 роки |
| Альпіна | 2 979 см3 (181,8 дюйм3) | 265 кВт (355 гальм. к. с.) при 5500-6000 об/хв | 500 Н⋅м (369 фунт⋅фут) при 3800-5000 об/хв | 2007-2010 роки |
| Альпіна | 2 979 см3 (181,8 дюйм3) | 294 кВт (394 гальм. к. с.) при 6000 об/хв      | 540 Н⋅м (398 фунт⋅фут) при 4500 об/хв      | 2010-2013 роки |
| Альпіна | 2 979 см3 (181,8 дюйм3) | 300 кВт (402 гальм. к. с.) при 6000 об/хв      | 540 Н⋅м (398 фунт⋅фут) при 4500 об/хв      | 2012-2013 роки |

Усі версії мають діаметр поршня 84,0 мм (3,31 дюйма), хід 89,6 мм (3,53 дюйма), ступінь стиснення 10,2:1 і червона зона з 7000 об/хв.

### Версія 225 кВт
Початкова версія N54 офіційно оцінена як 225 кВт (302 к.с.) і 400 Н·м. Однак ці цифри вважаються заниженими, і незалежне тестування призвело до оцінок 232 кВт (311 к.с.) і 422 Н·м (311 фунтів·фут).
Застосування:
- 2006 – 2010 E90/E91/E92/E93 335i
- 2007 – 2010 E60/E61 535i
- 2007 – 2010 E82/E88 135i
- 2008 – 2010 E71 X6 xDrive35i
- 2009 – 2016 E89 Z4 sDrive35i

### Версія 240 кВт
Варіант N54B30 з вищою піковою потужністю та крутним моментом використовується в 740i та E92 335is 2008-2012 років.
Застосування: 
- 2008 – 2012 F01 740i
- 2011 – 2013 E92/E93 335is

### Версія 250 кВт
Найпотужнішу версію N54 можна знайти в E82 1 Series M Coupe і E89 Z4 sDrive 35is.
Застосування: 
- 2011 E82 1 Series M Coupe
- 2011 – 2016 E89 Z4 sDrive35is

### Альпіна
Двигун Biturbo від Alpina на основі N54B30, з модернізаціями, включаючи блок керування двигуном, масляний радіатор і поршні.

#### Версія 265 кВт
Це початкова версія Alpina N54, випущена 265 кВт (355 гальм. к. с.) . 
Застосування:
- 2007–2010 Alpina B3 (E90)

#### Версія потужністю 294 кВт
Застосування:
- 2010–2013 Alpina B3 S

#### Версія 300 кВт
Застосування:
- 2012–2013 Alpina B3 GT3

## Критика
Водії відзначили, що N54 має мінімальну турбонаддувну затримку, а «за відчуттями та звуком подвійний турбонаддув міг би прийняти за атмосферний» F01 740i з двигуном N54 також отримав похвалу за лінійну передачу потужності.
Порівнюючи E60 535i з двигуном N54 і 550i (з використанням 4,8 – літрового атмосферного V8), один рецензент зазначив, що модель V8 має більший крутний момент, але «лише трохи швидша, ніж 535i», і що додаткова вага двигуна V8 було помітно на звивистих гірських дорогах.

## Несправності паливного насоса високого тиску
У Сполучених Штатах у деяких двигунів N54 виникли збої Паливного Насоса Високого Тиску (ПНВТ), що призвело до колективного позову, добровільного відкликання та розширеної гарантії на ПНВТ.
Несправність ПНВТ може призвести до раптової зупинки двигуна, що спричинило декілька випадків, коли на автомагістралях майже не вийшло. BMW знала про проблеми ПНВТ, описуючи їх у внутрішніх бюлетенях технічного обслуговування як «проблеми з керованістю».
У квітні 2009 року проти BMW було подано колективний позов у зв'язку з несправністю ПНВТ. BMW врегулював позов у червні 2010 року. 26 жовтня 2010 року, після статті ABC News про несправності ПНВТ, BMW оголосила про відкликання транспортних засобів із насосом, про який йде мова, з 2007–2010 років виробництва. Відкликання було застосовано до 130 000 автомобілів, що призвело до заміни ПНВТ приблизно в 40 000 з цих автомобілів.
У Сполучених Штатах гарантійний термін на ПНВТ збільшили до 10 років і 120 000 миль (190 000 км).
У деяких автомобілях ПНВТ було замінено кілька разів без вирішення проблеми, що потенційно призвело до відшкодування автомобіля відповідно до Lemon Laws у деяких штатах.

## Розширена гарантія в США
Проблема з паливним насосом високого тиску змусила BMW у Північній Америці продовжити гарантію на цей насос до 10 років або 120 000 миль (190 000 км).
Також було збільшено гарантійний термін на паливні форсунки до 10 років або 120 000 миль (190 000 км). Також було представлено оновлений дизайн паливних форсунок.
Через проблеми з деренчанням перепускних клапанів, викликаних передчасним зносом втулок, BMW подовжила гарантійний термін на проблеми, пов’язані з перепускними клапанами, до 8 років або 82 000 миль (132 000 км).
Ці продовження гарантії поширюються лише на Сполучені Штати.